# Europese kampioenschappen jachtgeweer 1960
De Europese kampioenschappen jachtgeweer 1960 waren door het Europees comité van de Union Internationale de Tir (UIT) georganiseerde kampioenschappen voor schutters in het kleiduifschieten. De zesde editie van de Europese kampioenschappen vond plaats in de Franse hoofdstad Parijs voor het onderdeel 'trap' en in het Spaanse Barcelona voor het onderdeel 'skeet'.

## Resultaten

### Trap
| Onderdeel   | Goud         | Zilver              | Brons                 |
| ----------- | ------------ | ------------------- | --------------------- |
| Heren       |              |                     |                       |
| Individueel | Luigi Rossi  | Daniele Ciceri      | Joseph Wheater        |
| Team        | Italië       | Verenigd Koninkrijk | Libanon               |
| Dames       |              |                     |                       |
| Individueel | Olga Tzavara | Marie Preaux        | Patricia Kirk-Johnson |

### Skeet
| Onderdeel   | Goud             | Zilver           | Brons           |
| ----------- | ---------------- | ---------------- | --------------- |
| Heren       |                  |                  |                 |
| Individueel | Peter Gilchrist  | Ludo Geuens      | Claude Foussier |
| Team        | Frankrijk        | Canada           |                 |
| Dames       |                  |                  |                 |
| Individueel | Lucette Derosier | Françoise Vormus | Nina Geuens     |

1955 · 1956 · 1957 · 1958 · 1959 · 1960 · 1961 · 1962 · 1963 · 1964 · 1965 · 1966 · 1967 · 1968 · 1969 · 1970 · 1971 · 1972 · 1973 · 1974 · 1975 · 1976 · 1977 · 1978 · 1979 · 1980 · 1981 · 1982 · 1983 · 1984 · 1985 · 1986 · 1987 · 1988 · 1989 · 1990 · 1991 · 1992 · 1993 · 1994 · 1995 · 1996 · 1997 · 1998 · 1999 · 2000 · 2001 · 2002 · 2003 · 2004 · 2005 · 2006 · 2007 · 2008 · 2009 · 2010 · 2011 · 2012 · 2013 · 2014 · 2015 · 2016 · 2017 · 2018 · 2019 · 2020 · 2021 · 2022 · 2023 · 2024 ·